# Святенко, Инна Юрьевна
Инна Юрьевна Святенко (род. 6 сентября 1967, Таганрог, РСФСР, СССР) —  сенатор Российской Федерации, представительница от законодательного органа государственной власти города Москвы (с 2019 года).
25 сентября 2023 года избрана вице-спикером — заместителем председателя Совета Федерации.
Ранее была депутатом Московской городской думы (2001—2019). Член фракции партии Единая Россия.
В верхней палате парламента была председателем Комитета Совета Федерации по социальной политике (2020—2023).
Из-за вторжения России на Украину находится под персональными международными санкциями 27 стран Евросоюза, Великобритании, США, Канады, Швейцарии, Австралии и других государств.

## Биография
Родилась 6 сентября 1967 года в Таганроге. После окончания средней школы (1984) прошла обучение на факультете ВМК МГУ (1989). Окончила Московский институт конверсии военных кадров при Московском государственном университете экономики, статистики и информатики и Российскую академию государственной службы.
Подполковник Вооруженных Сил Российской Федерации. Доктор технических наук (диссертации в открытом доступе нет). Специалистка в области подготовки пилотов и разработчица авиационных тренажёров маневренных самолётов.
Преподавала в Военно-воздушной академии имени Н. Е. Жуковского. Работала консультантом аппарата комитета Государственной Думы по регламенту и организации работы Государственной Думы.
Депутат Московской городской думы третьего (2001—2005), четвёртого (2005—2009), пятого (2009—2014) и шестого (2014—2019) созывов, председатель комиссии по безопасности. Вновь избрана жителями депутатом седьмого созыва (2019—2024) по Избирательному округу № 22 (Капотня, часть района Люблино, часть района Марьино с результатом 44,93 % голосов.
19 сентября 2019 года на первом заседании Московской городской думы седьмого созыва избрана членом Совета Федерации ФС РФ от законодательного органа Москвы — Московской городской думы.
30 января 2020 года избрана председателем Комитета Совета Федерации по социальной политике.
С 25 сентября 2023 года перешла на должность вице-спикера (заместителя председателя) Совета Федерации России, оставшись работать в том же Комитете.  На должности вице-спикера сменила  Галину Карелову.
11 октября 2023 года выбрана председателем Совета по делам инвалидов при Совете Федерации, председателем Совета по развитию социальных инноваций субъектов РФ и председателем Совета по региональному здравоохранению при Совете Федерации.

## Деятельность в Совете Федерации

### 2021 год
7 февраля на заседании Комитета по социальной политике представляла законопроект об изменении статей 12 и 16 Федерального Закона «Об индивидуальном (персонифицированном) учёте в системе обязательного пенсионного законодательства». Согласно данному документу, граждане Российской Федерации могут предоставлять сведения о своей трудовой деятельности в органы Пенсионного фонда РФ с целью включения информации из бумажных трудовых книжек в электронные индивидуальные лицевые счета (ИЛС). Данные сведения могут заносится туда по состоянию до 31 декабря 2019 года. Граждане РФ могут дополнить свой ИЛС сведениями из своих трудовых книжек бумажного образца. С 1 января 2020 года такая необходимость отсутствует. В ПФР в рамках цифровизации информация о месте работы уже внесена в индивидуальные лицевые счета. Федеральный закон одобрен Советом Федерации РФ и подписан Президентом РФ.
14 апреля Святенко Инна Юрьевна выступила с докладом о законе по совершенствованию правового регулирования деятельности экскурсоводов (гидов), гидов-переводчиков и инструкторов-проводников. В правовое поле вводится обязательная аттестация указанных профессий на уровне субъектов Российской Федерации, а также создаются межрегиональные аттестационные комиссии, если туристические маршруты проходят по двум и более субъектам РФ. Аттестация экскурсоводов (гидов), гидов-переводчиков и инструкторов-проводников проходит один раз в пять лет. За аттестацию устанавливается государственная пошлина, размер которой определён законодательством Российской Федерации о налогах и сборах. От аттестации освобождаются лица, работающие в религиозных организациях и на волонтёрских началах, без цели привлечения прибыли. Для аттестации инструкторов-проводников федеральным органом власти в сфере туризма создаётся реестр юридических лиц, готовящих указанные кадры с учётом сложности маршрута. Также вводится понятие сельский туризм. Совет Федерации одобрил данные поправки, которые после подписания Президентом РФ вступили в силу 20 апреля 2021 года.
19 мая Святенко Инна Юрьевна с сенаторами-соавторами (Турчаком А. А., Марией Львовой-Беловой) и депутатами Государственной Думы (Неверовым С.И., Исаевым А. К., Терентьевым М. Б.) представляла закон о введении беззаявительного порядка назначения страховой пенсии и социальной пенсии по инвалидности, а также досрочной пенсии через органы службы занятости. Также закреплялась норма, в соответствии с которой граждане заранее информируются о предполагаемом размере страховой пенсии раз в 3 года, начиная с 45 лет. Совет Федерации одобрил данный правовой акт, 26 мая 2021 года подписан Президентом РФ, вступил в силу с 1 января 2022 года.
23 июня сенатор представила на заседании Совета Федерации закон, который был внесён в соавторстве с сенаторами Турчаком А. А., Клишасом А. А., Бибиковой Е. В., Львовой-Беловой М. А. и депутатами Государственной Думы Неверовым С. И., Исаевым А. К., Севастьяновой О. В., Пискарёвым В. И. и Костенко Н. В. «О внесении изменений в статью 446 Гражданского процессуального кодекса Российской Федерации и Федеральный закон „Об исполнительном производстве“». В данных поправках речь идёт об обеспечении неприкосновенности минимального размера дохода, необходимого для существования должника-гражданина и лиц, находящихся на его иждивении. Минимальный доход устанавливается как средняя величина прожиточного минимума по всем субъектам Российской Федерации. Если прожиточный минимум в субъекте выше, чем средняя по стране, то применяется прожиточный минимум, установленный в регионе РФ. Гражданин имеет право обратиться в службу судебных приставов с заявлением о сохранении заработной платы и иных доходов ежемесячно в размере прожиточного минимума. Банки и иные кредитные организации не имеют права взыскивать денежные средства сверх установленного средним прожиточным минимумом по стране (или сверх прожиточного минимума в субъекте РФ, если прожиточный минимум в нём выше, чем по стране). Закон вступил в силу 1 февраля 2022 года.
10 ноября Совет Федерации одобрил два федеральных закона под соавторством Святенко И. Ю., Кареловой Г. Н. и Ахмадовым М. И., касающиеся Трудового кодекса Российской Федерации:
1) о дополнительных трудовых гарантиях для лиц, имеющих детей. В ТК РФ (статья 99) вводятся поправки, которые увеличивают с 5 до 14 лет возраст детей, когда их родителей не смогут привлекать к сверхурочным работам, ночью и в государственные праздники. Они могут согласиться на сверхурочные работы, но с обязательного письменного согласия с личной подписью. Этой поправкой также даются правовые гарантии, что родителя не привлекут к сверхурочной работе в ситуации, когда другой родитель работает вахтовым способом на удалёнке. Также супруги, у которых воспитываются три и более несовершеннолетних детей, до достижения последним ребёнком четырнадцатилетнего возраста, освобождаются от сверхурочных работ, в том числе ночью и в праздники. Также этой поправкой лицам со степенью инвалидности даётся право отказаться от командировок, выхода на работу в ночь и в праздники.
2) второй закон касается работников, осуществляющих уход за людьми с инвалидностью I группы. Они попадают в круг лиц, которым коллективным договором могут устанавливаться ежегодные дополнительные отпуска, но без сохранения заработной платы. Отпуска должны быть исключительно в удобное для них время, продолжительностью две недели.
19 ноября Совет Федерации одобрил закон, вносящий изменения в Трудовой кодекс Российской Федерации. Документ закрепляет возможность использования трудовой книжки в электронной форме без бумажного дубликата. Для электронного документооборота работодатель должен использовать собственную информационную систему либо присоединится к общей федеральной платформе «Работа в России» с выходом в Госуслуги. Соискатель с электронной трудовой книжкой может подобрать себе работодателя из другого региона России, если он зарегестрирован на платформе «Работа в России». Он может также дистанционно пройти собеседование и заключить трудовой договор.
Законопроект разрабатывался сенаторами Святенко И. Ю., Журавлёвым Н. А., Рукавишниковой И. В. и депутатами Государственной Думы Неверовым С. И., Исаевым А. К. и Тарасенко М. В. 22 ноября Федеральный закон подписан Президентом РФ, вступил в силу в тот же день после его опубликования на официальном Интернет-портале. Положения закона, касающиеся организации взаимодействия работодателей с федеральной платформой «Работа в России», применяются с 1 сентября 2022 года. Нормы закона, вводящие единые требования к электронным документам, их составе и форматам, применяются с 1 марта 2023 года.

### 2022 год
22 февраля на 518 заседании Совета Федерации Святенко Инна Юрьевна представила на одобрение поправки в Трудовой кодекс (статья 349.4). Согласно данной норме, топ-менеджеры негосударственных пенсионных фондов (НПФ) и страховых компаний (СК) не смогут повышать себе зарплаты и выписывать самим себе премии при условии установления внешней санации Центральным банком РФ. Ко второму чтению в Государственной думе депутаты включили в данный перечень также членов совета директоров или наблюдательного совета организации. Эта поправка позволила расширить запрет на получение премий руководителями НПФ и СК, который ранее применялся только в отношении сотрудников банков. Центробанк наделяется полномочиями объявлять недействительными решения по повышению заработной платы в течение полугода с момента утверждения им плана по спасению НПФ или СК.
8 июня на 526 заседании Совета Федерации рассматривался законопроект о бесплатном проезде детей в возрасте до 7 лет на поездах пригородного сообщения, разработанный Святенко И. Ю., совместно с сенаторами Турчаком А.А. и Кутеповым А.В. Суть документа сводится к тому, что раньше детям можно было ездить бесплатно на местном ж/д транспорте до 5 лет включительно. В новой редакции с 22 июня 2022 года дети до 7 лет включительно освобождаются от оплаты, если они не занимают отдельного места.
8 июля на 528 заседании Совета Федерации сенатор Святенко выступала в роли докладчика по пакету правительственных законопроектов, направленных на создание Социального фонда России (СФР) путём реорганизации Пенсионного фонда РФ с присоединением к нему Фонда социального страхования России. Федеральные законы подписаны Президентом РФ и вступили в силу с 1 января 2023 года. На том же заседании Святенко И. Ю. представила к рассмотрению правительственный законопроект о поправках в Трудовой кодекс РФ. Поскольку Российская Федерация заинтересована в высококвалифицированных специалистах из-за рубежа, в поправках устанавливается право на ОМС для иностранных граждан (лиц без гражданства). Работодателям больше не придётся обеспечивать иностранных специалистов полисами ДМС или договорами о предоставлении платных медуслуг. Гарантии по ОМС даются только в отношении высококвалифицированных специалистов. 14 июля закон подписан Президентом РФ, вступил в силу с 1 января 2023 года.
4 октября на 530 заседании Совета Федерации сенатором Святенко были представлены поправки в Трудовой кодекс РФ, которые вводили дополнительные трудовые гарантии следующим категориям лиц:
1) призванным на военную службу по мобилизации
2) поступившим на военную службу по контракту
3) заключившим контракт о добровольном содействии в выполнении задач, возложенным на вооружённые силы Российской Федерации.
Инициатор принятия поправок — депутат Государственной думы, председатель комитета по труду, социальной политике и делам ветеранов Нилов Я. Е. Указанным категориям граждан предусматривается приостановка трудового контракта до окончания срока службы. Ушедший на военную службу сотрудник не может быть уволен, при этом период военной службы засчитывается в трудовой стаж, что будет влиять на размер трудовой пенсии. Работодатель обязан выплатить все денежные выплаты перед приостановкой контракта, а также сохранить все социальные гарантии (дополнительное страхование работника, негосударственное пенсионное обеспечение и так далее). Приостанавливаются трудовые договоры в том числе и тех работников, которые подлежат сокращению или написали заявление по собственному желанию. Если работник был призван в период отпуска, то такой отпуск должен быть перенесён на другой срок после прохождения военной службы. Приостановление трудового договора оформляется приказом работодателя. При этом у него продолжают храниться трудовые книжки. В них вносится запись о приостановлении действия трудового договора. После завершения службы у сотрудника с приостановленным трудовым договором будет три месяца для возвращения к работе. Если он не приступит к обязанностям в установленный срок, то может быть уволен по инициативе работодателя. Поправки одобрены Советом Федерации и подписаны Президентом РФ 7 октября. Закон относится к ретроактивным правовым актам ― вступил в силу до его подписания, с 21 сентября 2022 года.
1 ноября Святенко Инна вынесла на обсуждение ратификационную грамоту к Протоколу о внесении изменений в Договор о Евразийском экономическом союзе (далее — Договор). Суть документа сводилась к дополнению статьёй 160.1 Договора в части пенсионного обеспечения должностных лиц, сотрудников Евразийской экономической комиссии (далее — Комиссии) и суда Евразийского экономического союза (далее — Союза). На принятие ратификации повлияло Решение Верховного суда № 303-ЭС20-816 (Дело № А51-24425/2018 по делу общества с ограниченной ответственностью «Цеппелин»), которое привело к восстановлению прав и свобод должностных лиц, сотрудников Комиссии и суда Союза. Из преамбулы Договора вытекает, что уровень прав и свобод человека и гражданина, гарантированный Союзом, не может быть ниже, чем он обеспечивается в государствах-членах (в данном случае в Российской Федерации). Решение Верховного суда по делу ООО «Цеппелин» ультраактивно. В связи с чем установлен общий запрет на применение обратной силы решений Комиссии, ухудшающее положение физических и (или) юридических лиц, которое распространяется на любые нормативные правовые акты Комиссии, вне зависимости от сферы регулирования, в отношении которой они приняты. В связи с этим дополнительный Протокол к Договору о ЕАЭС вводит статью 160.1, где устанавливаются пенсионные права государственных служащих, задействованных в Евразийском экономическом союзе, являющихся гражданами Российской Федерации.
16 ноября на 533 заседании Совета Федерации Святенко Инна представляла законопроект, внесённый в Федеральное собрание Правительством РФ. Новелла расширяет круг лиц, которым законом гарантируется материальное поощрение за выдающиеся достижения и особые заслуги перед Российской Федерацией. Законопроект устанавливает доплату гражданам, награждённым тремя орденами Мужества, в размере 330 процентов размера социальной пенсии. Орден Мужества при этом приравнивается к ордену «За личное мужество». Этой нормой была дополнена статья 1, пункта 2, подпункта 11 Федерального закона. Совет Федерации одобрил данную поправку, Президент РФ подписал её 21 ноября. Новое социальное обязательство вступило в силу с 1 января 2023 года.
В результате принятия закона 196 человек стали получать повышенную ежемесячную выплату. Из них 124 человека ― по линии МВД, 56 человек ― по линии Министерства обороны, 13 человек ― по линии ФСБ, три человека — по линии МЧС. Расходы на дополнительные выплаты в Правительстве РФ оценили в 52 млн рублей в 2023 году, 54,6 млн рублей в 2024 году и 58,1 млн рублей ― в 2025 году.
14 декабря на 535 заседании Святенко Инной были представлены поправки в статьи 302 и 351.7 Трудового кодекса Российской Федерации. В статье 302 ТК РФ разделили понятия «работодатель» и «пункт сбора» при определении компенсации лицам, выполняющим работы вахтовым методом. Данное изменение вступило в силу с 1 марта 2023 года. В статью 351.7 ТК РФ внесены изменения, согласно которым лицо, призванное на военную службу по разным основаниям в течение трех месяцев после военной службы имеет преимущественное право поступления на работу по ранее занимаемой должности у работодателя, с которым указанное лицо состояло в трудовых отношениях до призыва на военную службу. Согласно тексту закона, такое преимущественное право предоставлено лицам, с которыми приостановленный трудовой договор был расторгнут в связи с истечением срока его действия. В случае отсутствия подходящей вакансии лицо имеет преимущественное право поступления на другую вакантную должность или работу, соответствующую его квалификации, а если такие вакантные должности отсутствуют — на вакантную нижестоящую должность или нижеоплачиваемую работу. Действие изменений в статью 351.7 ТК РФ ретроактивно, то есть распространяется на правоотношения, которые возникли с 21 сентября 2022 года. Федеральный закон подписан Президентом РФ 19 декабря 2022 года, № 545-ФЗ.
23 декабря сенаторы на 536 заседании одобрили поправки в закон, дающий право на бесплатное социальное обслуживание ветеранам и инвалидам Великой Отечественной войны, инвалидам боевых действий, жителям блокадного Ленинграда и осаждённого Севастополя, работникам тыла. Данные поправки переводят положения региональных законодательств о социальном обслуживании на дому указанных лиц на федеральный уровень. Представляла документ Инна Юрьевна Святенко. По действующему ранее законодательству социальные услуги на дому предоставляются несовершеннолетним лицам, пострадавшим в ходе чрезвычайной ситуации, вооружённых межнациональных конфликтов и лицам, чей среднедушевой доход ниже прожиточного минимума в регионе. По данному закону круг лиц расширен. Федеральный закон № 570-ФЗ подписан Президентом РФ, вступил в силу с 1 января 2023 года.

### Внепарламентская активность
Святенко Инне Юрьевне удалось добиться, чтобы из приказа Министерства труда и социальной защиты Российской Федерации о перечне работ и должностей с вредными и опасными условиями труда был исключён подпункт «б» пункта 57 от 18 июля 2019 года. Он ограничивал применение труда женщин в качестве авиационных механиков и инженеров, занимающихся техобслуживанием самолётов и вертолётов.
По её словам, «несправедливо запрещать женщине устраиваться по полученной специальности». Данный подпункт включал в себя запрет женщинам работать авиационным механиком (техником) по планеру и двигателям, по приборам и электрооборудованию, по радиооборудованию, по парашютным и аварийно-спасательным средствам, по горюче-смазочным материалам, а также техником по крылу, инженером. Поправки к приказу вступили в действие с 1 марта 2022 года.

## Кандидат в депутаты МГД в 2024 году
Победила на праймериз партии «Единая Россия» как кандидат в МГД.

## Международные санкции
9 марта 2022 года, на фоне вторжения России на Украину, внесена в санкционный список всех стран Европейского союза, так как она голосовала за ратификацию договоров о дружбе и сотрудничестве с самопровозглашёнными ЛНР и ДНР.
30 сентября 2022 года внесена в санкционный список Соединённых Штатов Америки «за аннексию Путиным регионов Украины» и одобрения закона о фейках. Государственный департамент отмечает, что сенаторы «проголосовали за одобрение просьбы Путина о вводе войск в Украину, что послужило неоправданным предлогом для полномасштабного вторжения России в Украину».
24 марта 2022 года попала в санкционный список Канады «соратников режима» за «содействие в нарушения суверенитета и территориальной целостности Украины»
По аналогичным основаниям с 15 марта 2022 года находится под санкциями Великобритании. С 16 марта 2022 года находится под санкциями Швейцарии. С 21 апреля 2022 года находится под санкциями Австралии. Указом президента Украины Владимира Зеленского от 7 сентября 2022 находится под санкциями Украины. С 3 мая 2022 года находится под санкциями Новой Зеландии.

## Критика
Инна Святенко подвергается критике со стороны российских урбанистов за то, что осенью 2019 года под её ответственностью с улиц в районе Капотня города Москвы по требованиям действующих строительных норм и правил влияющих на безопасность дорожного движения, являющихся обязательными для выполнения, были убраны островки безопасности. После этих событий была проведена небольшая кампания: муниципальный депутат Анастасия Ромашкевич создала петицию в адрес Инны Святенко, в которой объяснялась польза островков и почему их нельзя убирать. Её подписало более 600 человек.

## Награды
- Орден Дружбы (4 ноября 2022 года) — за большой вклад в развитие парламентаризма, активную законотворческую деятельность и многолетнюю добросовестную работу[74]
- Медаль ордена «За заслуги перед Отечеством» II степени (24 января 2018 года) — за активную законотворческую деятельность и многолетнюю добросовестную работу[75]
- Медаль «В память 850-летия Москвы»
- Почетная грамота Правительства Российской Федерации (17 января 2023 года) — за большой вклад в развитие российского парламентаризма и активную законотворческую деятельность[76]
- Почётный знак «За заслуги в развитии законодательствах и парламентаризма»
- Медаль «За укрепление боевого содружества» (СССР)

## Семья и личная жизнь
- Муж — Кирилл Витальевич Святенко — директор Государственного казённого учреждения города Москвы «Московский авиационный центр»[77][78].
- Дочь — Святенко Дарья Кирилловна[79]
- Дочь — Савченко (Святенко) Маргарита Кирилловна[80].
- Отец — Юрий Николаевич Родионов (род. 1938)[81][82] — российский военачальник, генерал-полковник, начальник Главного управления кадров МО СССР — заместитель Министра обороны СССР по кадрам (1991), депутат Государственной Думы России.